# Conus carcellesi
Conus carcellesi é uma espécie de gastrópode do gênero Conus, pertencente à família Conidae.